# 佳先股份
安徽佳先功能助剂股份有限公司（英語：Anhui Jiaxian Functional Auxiliary Co., Ltd.；北交所：430489，简称：佳先股份），是中国北京证券交易所的一家上市公司，主要从事PVC新型环保热稳定剂及助剂的研发、生产、销售，系国家高新技术企业、国家专精特新“小巨人”企业、国家绿色工厂。
公司前身为蚌埠佳先化工有限公司，系由蚌埠热电有限公司（后更名为蚌埠能源集团有限公司）于2006年4月投资设立的独资有限责任公司。2009年整体变更为股份有限公司，更名为安徽佳先功能助剂股份有限公司。2014年在全国中小企业股份转让系统挂牌，2020年7月27日在新三板精选层上市，2021年11月15日在北京证券交易所上市。
公司部位位于安徽省蚌埠市，控股股东为蚌埠能源集团有限公司，实际控制人为蚌埠市人民政府国有资产监督管理委员会。
2022年，公司实现营业收入5.67亿元，同比增长18.33%；实现净利润6029.90万元，同比下降3.08%。